# Кортеліська сільська рада
| Кортеліська сільська рада — адміністративно-територіальна одиниця та орган місцевого самоврядування у Ратнівському районі Волинської області з адміністративним центром у с. Кортеліси. Історична дата утворення: в 1948 році. Водоймища на території, підпорядкованій даній раді: Любовель. Сільській раді підпорядковані населені пункти: - с. Кортеліси - с. Запоківне - с. Косиці |

## Склад ради
Рада складається з 16 депутатів та голови.

### Керівний склад ради
| ПІБ                       | Основні відомості                                                         | Дата обрання | Дата звільнення |
| ------------------------- | ------------------------------------------------------------------------- | ------------ | --------------- |
| Жигаревич Василь Іванович | Сільський голова, 1957 року народження, освіта, член народної партії      | 26.03.2006   | 31.10.2010      |
| Жигаревич Василь Іванович | Сільський голова, 1957 року народження, освіта вища, член народної партії | 31.10.2010   |                 |

Примітка: таблиця складена за даними джерела

## Населення
Згідно з переписом УРСР 1989 року чисельність наявного населення сільської ради становила 2354 особи, з яких 1125 чоловіків та 1229 жінок.
За переписом населення України 2001 року в сільській раді мешкали 1383 особи.

### Мова
Розподіл населення за рідною мовою за даними перепису 2001 року:
| Мова       | Відсоток |
| ---------- | -------- |
| українська | 98,85 %  |
| російська  | 0,79 %   |
| білоруська | 0,36 %   |